# UC AlbinoLeffe
Unione Calcio AlbinoLeffe – włoski klub piłkarski. Siedziby klubu w Leffe i Albino (Lombardia). Klub został utworzony w 1998 roku z połączenia dwóch 4-ligowych zespołów z sąsiednich miasteczek – Albinese Calcio i S.C. Leffe. Po awansie do Serie C1 w 2003 roku. AlbinoLeffe sensacyjnie zakwalifikowało się do rozgrywek play-off, które po finałowym zwycięstwie nad Pisa Calcio zakończyły się triumfem drużyny. Dało to klubowi awans do rozgrywek Serie B.
Zespół rozgrywa domowe mecze na stadionie Atleti Azzurri d’Italia w Bergamo, które jest stolicą prowincji klubu. Stadion miejski w Leffe posiada zaledwie 2'260 miejsc i jest zbyt mały aby rozgrywać na nim mecze na tym poziomie rozgrywek.

## Słynni gracze
- Giuseppe Signori – S.C. Leffe w sezonie 1984/1985 i 1985/1986
- Filippo Inzaghi – S.C. Leffe w sezonie 1992/1992

## Osiągnięcia
- Puchar Włoch Serie C
2002
- 2. miejsce w grupie Serie C1
2003
- 2. miejsce w grupie Serie C2
1999